# Afon Eden
Afon Eden är ett vattendrag i Storbritannien.   Det ligger i riksdelen Wales, i den södra delen av landet, 290 km nordväst om huvudstaden London.